# Devon (otok)
Devon (inuitsko Tatlurutit) je eden od kanadskih arktičnih otokov na severu Kanade, del zveznega ozemlja Nunavut, ki leži južno od otoka Ellesmere in zahodno od Baffinovega zaliva, na jugu pa ga Lancastrov preliv ločuje od Baffinovega otoka. S površino približno 55.000 km² je drugi največji otok v Otočju kraljice Elizabete, skrajno severne skupine kanadskih arktičnih otokov, in 27. največji otok na svetu, velja pa tudi za največji nenaseljen otok na svetu, kar pripisujejo izredno negostoljubnemu podnebju.

## Geografija
Površje je sestavljeno iz treh glavnih regij: na severozahodu je gorat Grinnellov polotok, na vzhodu se razprostira višavje, v celoti prekrito z večnim ledom, med njima pa je osrednja planota, ki se na severu spusti v nizek obalni predel. Južne obale so iz strmih pečin, med katerimi so fjordi. Vzhodno gorovje, ki ga tvori ščit iz predkambrijskih kamnin, zaradi zaobljene ledene kape do nadmorske višine 1700 m ne spominja na gorovje, saj iz ledu molijo le najvišji vrhovi. Z njih se proti morju spuščajo številni ledeniki. Najvišji vrh sega 1920 m nad morsko gladino.
Med opaznejšimi značilnostmi je še plitev udarni krater Haughton premera približno 23 km v notranjosti na zahodnem delu otoka, ki je nastal ob padcu večjega meteorita v poznem eocenu pred 39 milijoni let. Krater je zanimiv za geologe že od odkritja leta 1955, raziskave so razkrile močno raztreščeno skalnato podlago z zaporedjem evaporitov. Je edini znani krater v polarni puščavi in zato zanimiv tudi kot dober približek razmeram na površju drugih nebesnih teles, predvsem Marsu, na katerega spominja tudi geološko. Od leta 1996 stoji v bližini raziskovalna postaja mednarodnega projekta Haughton Mars, kjer v poletnih mesecih raziskujejo pojave na površju in življenje v ostrih pogojih. Druga, zdaj manj aktivna raziskovalna postaja pod okriljem Severnoameriškega arktičnega inštituta stoji v nižavju Truelove, namenjena je zlasti oceanografskim in glaciološkim raziskavam.

### Podnebje
Najgostoljubnejši del otoka je nižavje Truelove ob severni obali, kjer se poletne temperature povzpnejo do 8 ºC in prejme tudi več padavin, zato tam uspeva razmeroma raznolika živalska in rastlinska skupnost. Preostanek so gole odprte planjave, izpostavljene severnim vetrovom, kjer je povprečna letna temperatura okrog -16 °C.

### Rastlinstvo in živalstvo
V nižavju Truelove se razprostira tundra, kjer zastaja voda, zato uspevajo mahovi in ostričevke, ki podpirajo združbo talnih nevretenčarjev, pa tudi nekaterih sesalcev, kot so lemingi in nekaj deset glav moškatnega goveda. Rastna sezona traja manj kot dva meseca, preostali del leta pa površje tudi tu prekriva sneg, zato je razvoj občutno upočasnjen. Na preostanku otoka ne uspeva skoraj noben organizem.
Na rtih Liddon in Vera ob zahodnih obalah gnezdijo pomembne populacije lednih viharnikov in črnih njork, ki se hranijo v z ribami bogatih vodah okoli otoka, zato sta prepoznana kot mednarodno pomembni območji za ptice.

## Zgodovina
Prvi Evropejec, ki je ugledal Devon, je bil britanski raziskovalec William Baffin leta 1616. Pomorščak William Parry, ki je v letih 1819–1820 kartiral dele obale, ga je poimenoval Severni Devon, po pokrajini Devon v Angliji. Leta 1934 so na Devonu naselili nekaj deset inuitskih družin, ki pa so zaradi preostrega podnebja otok že nekaj let kasneje zapustile. V poznih 1940. letih je bil tu nastanjen oddelek kanadske policije, a so ga leta 1951 iz istega razloga premestili na Ellesmere. Za prebivalci je ostalo le nekaj skromnih ostankov domovanj.